# 布儒斯特山
布儒斯特山是南極洲的山峰，位於維多利亞地，海拔高度2,025米，該山峰在1841年被英國探險家詹姆斯·克拉克·羅斯以蘇格蘭物理學家大衛·布儒斯特命名，現由南極條約管治。

## 外部連結
- 本条目引用的公有领域材料来自美国地质调查局的文档《布儒斯特山》 （資料來自地名信息系统）。